# Burg Ogrodzieniec
Die Burg Ogrodzieniec ist eine Burgruine aus dem 14. Jahrhundert beim polnischen Dorf Podzamcze, etwa zwei Kilometer östlich von Ogrodzieniec  in der Woiwodschaft Schlesien, Polen. Die Burg liegt im Krakau-Tschenstochauer Jura.

## Geschichte
Eine erste Anlage stand an dieser Stelle bereits zu der Regierungszeit von Bolesław III. Schiefmund und wurde im Jahr 1241 zerstört. Mitte des 14. Jahrhunderts entstand eine Burg im gotischen Stil. Schwedische Truppen plünderten die Burg im Zweiten Nordischen Krieg 1655–1660. 1702 wurde die Anlage bei einem Brand schwer beschädigt und um 1810 vollständig aufgegeben. Es handelt sich um eine der größten Burgen Polens.

## Szlak Orlich Gniazd
Der Szlak Orlich Gniazd (Route der Adlerhorste) ist ein 163 km langer markierter Wanderweg und verbindet die Adlerhorstburgen. Die erste Idee für einen solchen Wanderweg kam schon 1927 auf, wurde aber erst 1948 wieder aufgegriffen und 1950 umgesetzt. Der Wanderweg beginnt in Krakau und endet in Tschenstochau. Dieser Weg umfasst 25 Burgen und andere Befestigungsanlagen. Die Burg Ogrodzieniec liegt bei Kilometer 88 des Wanderwegs.